# 탐지 (신라)
탐지(耽知, ?~?)은 신라의 관리이다.

## 생애
551년, 신라와 백제가 연합해 고구려를 공격하자 당시 잡찬의 관등인 그도 전투에 참전하며 죽령(竹嶺) 이북 고현(高峴) 이남의 10개 군을 얻어내는 데 공을 세웠다.
554년에는 이찬으로서 관산성 전투에서 승리해 백제 성왕을 죽이는 데 공을 세웠다.